# Goffstown
Goffstown är en kommun (town) i Hillsborough County i delstaten New Hampshire, USA med 17 651 invånare (2010). 